# Port lotniczy Pančevo
Port lotniczy Pančevo(IATA: QBG, ICAO: LYPA) – port lotniczy położony niedaleko Pančeva (Serbia). Obsługuje połączenia krajowe.